# Burza (film 1959)
Burza – albańsko-radziecko-rumuński film fabularny z roku 1959 w reżyserii Jurija Ozierowa i Kristaqa Dhamo. Jeden z pierwszych długometrażowych filmów fabularnych, wyprodukowany w koprodukcji albańsko-sowieckiej. Scenariusz powstał na podstawie opowiadania Fatmira Gjaty pod tym samym tytułem. Jest to czwarty w kolejności film fabularny nakręcony w Albanii w okresie powojennym i ostatni, jaki nakręcono we współpracy z filmowcami ZSRR, przed kryzysem w stosunkach sowiecko-albańskich.

## Opis fabuły
Akcja filmu rozgrywa się w czasie II wojny światowej. Ranni partyzanci Zana i Arben wpadają w ręce policji niemieckiej. W trudnej sytuacji rodzi się między nimi uczucie. Pomocy rannym udzielają młodzi partyzanci: Shpresa i Vasili. Inną postawę prezentuje adwokat Eshref, blisko współpracujący z okupantami. W filmie pojawia się wątek obecności na terytorium Albanii misji sowieckiej i brytyjskiej.
Film realizowano w okolicach Durrësu i w Rumunii. W roli statystów wystąpili w filmie żołnierze Armii Albańskiej i marynarze Floty Czarnomorskiej. Premiera filmu odbyła się 26 listopada 1959 w Moskwie.

## Obsada
- Mario Ashiku jako Arben
- Naim Frashëri jako Qemal
- Filika Dimo jako Shpresa
- Ariadna Shengellaja jako Zana
- Pjetër Gjoka jako Rrapo
- Lazër Filipi jako Demir
- Vangjel Heba jako Vasil
- Sulejman Pitarka jako Eshref
- Nikołaj Grycenko jako pułkownik Perkins
- Anatolij Kuzniecow jako major Andriejew
- Ilia Shyti jako Abaz
- Loro Kovaçi jako Xhavit aga
- Mihal Popi jako gen. Luciano
- Seit Boshnjaku jako płk Muller
- Liza Vorfi jako Aija
- Kadri Roshi jako sierżant armii albańskiej
- Ion Besoiu
- Ndrek Luca
- Dhimitraq Pecani